# Rodrigo León Ramos
Rodrigo León Ramos (Nerva, 15 de novembre de 1914 - Londres, 23 d'abril de 1995) va ser un polític i sindicalista espanyol.

## Biografia
Delineant de professió, el 1929 va començar a treballar per a l'oficina de topografia de la Rio Tinto Company Limited. Posteriorment realitzaria estudis a l'Escola de Mines de Huelva. Afiliat al Sindicat Miner de la UGT, arribaria a ser secretari de la UGT en la seva secció de Nerva. També arribaria a exercir com a president de l'agrupació de les Joventuts Socialistes en Nerva. Va arribar a participar en els fets revolucionaris de 1934, pels que fou detingut i empresonat.
Després de l'esclat de la Guerra civil es va unir a les forces republicanes, arribant a formar part de comissari polític de l'Exèrcit Popular de la República. Durant la contesa va exercir com a comissari de la 63a Brigada Mixta i de la 68a Divisió. Després del final de la contesa va sortir d'Espanya i va marxar a l'exili.
Es va instal·lar al Regne Unit, on va formar part del PSOE en l'exili. Va exercir com a vocal suplent del Comitè Director per la 4a zona (la corresponent a l'organització del PSOE a Anglaterra-Bèlgica-Alemanya-Suïssa). Va ser membre de la secció del PSOE de Londres, a la qual va representar en el VIII i IX Congressos del PSOE en l'exili.